# Lecanora leprosa
Lecanora leprosa är en lavart som beskrevs av Fée. Lecanora leprosa ingår i släktet Lecanora och familjen Lecanoraceae.   Inga underarter finns listade i Catalogue of Life.